# Alfred Felber
Alfred Felber, född 19 september 1886, död 10 april 1967 i Genève, var en schweizisk roddare.
Felber blev olympisk guldmedaljör i tvåa med styrman vid sommarspelen 1924 i Paris.